# DocuDays UA
El Festival Internacional de Cine Documental sobre Derechos Humanos DocuDays UA (DocuDays) es el único festival de cine sobre derechos humanos en Ucrania. El festival se lleva a cabo anualmente en Kiev durante el mes de marzo y la entrada es gratuita para el público en general. Cada año, el festival tiene un tema diferente, y aunque no todas las películas que se muestran se adhieren al tema de ese año, todas las películas presentadas son documentales que se centran en el tema de los derechos humanos.

## Historia

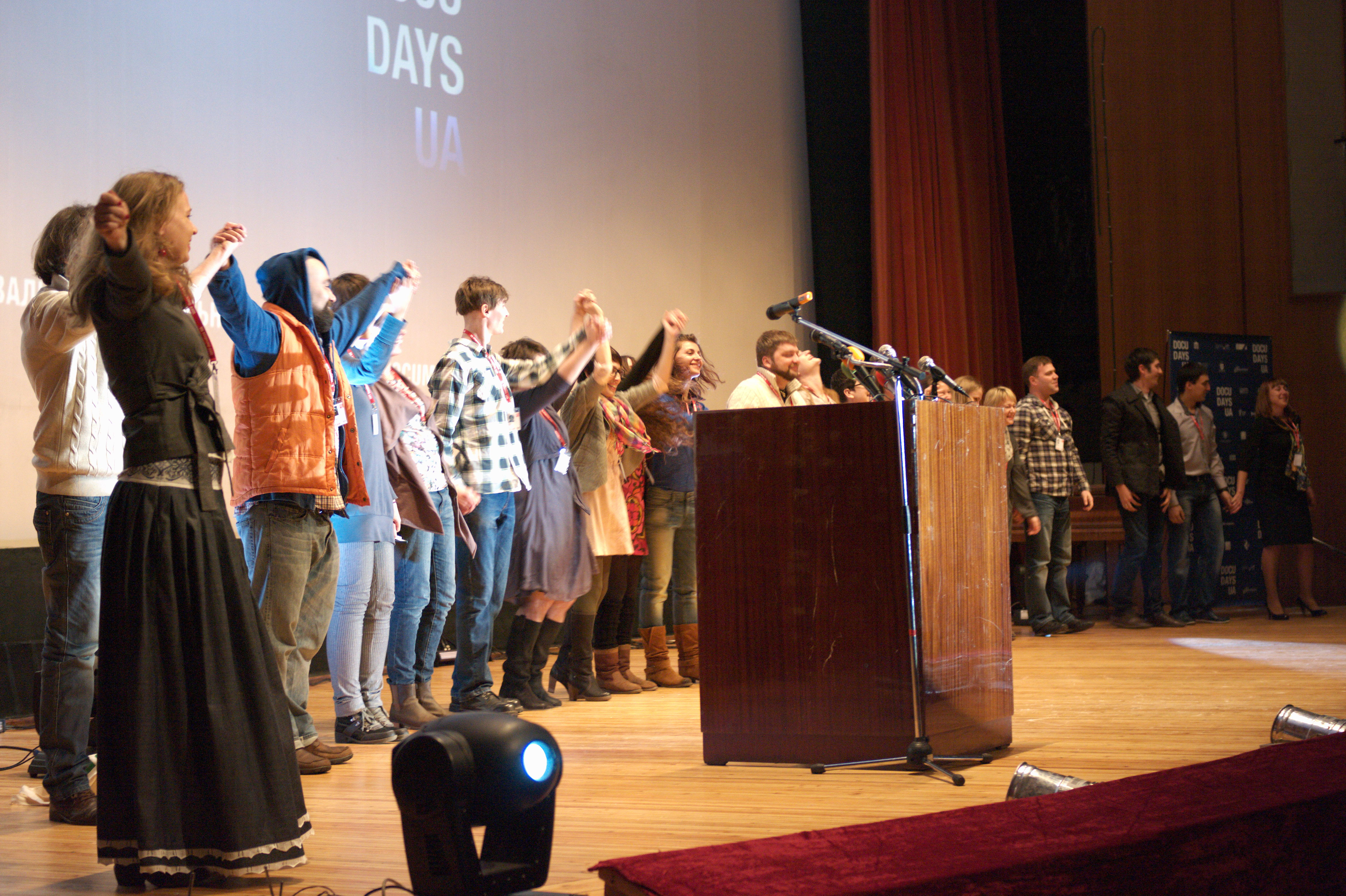
Ceremonia de apertura del Festival DocuDays 2013

Fue fundado en 2003 como un festival de cine en el que los participantes obtienen entradas en distintos lugares de Kiev.
En 2020, debido a la pandemia de COVID-19, no se llevó a cabo de manera presencial, realizándose virtualmente en el sitio web DOCU/SPACE, con varios paneles y clases sobre la realización de películas disponibles, además de disponer por tiempo limitado de material audiovisual que se habría presentado en el festival.
En 2021, se anunció que el evento se realizaría de forma híbrida, con proyecciones presenciales en el Zhovten Cinema en Kiev y otras proyecciones y paneles en línea a través de DOCU/SPACE. El tema de esta edición fue el " derecho humano a la salud " en respuesta a la pandemia en curso.

## Películas

### 17 DocuDays
Las siguientes son películas seleccionadas proyectadas virtualmente en los 17 DocuDays en 2020:
- Don’t Worry, The Doors Will Open (Oksana Karpovych)
- New Jerusalem (Yarema Malashchuk and Roman Himey)
- The Building (Tatjana Kononenko and Matilda Mester)
- The Earth Is Blue as an Orange (Iryna Tsilyk)
- War Note (Roman Liubyi)

## Premios
DocuDays presenta los siguientes premios anualmente, uno en cada categoría, cada uno con un premio de $1,000:
- Premio del Jurado del Concurso DOCU/Vida
- Premio del Jurado del Concurso DOCU/Derechos
- Premio del Jurado del Concurso DOCU/Corto
- Premio del Jurado del Concurso DOCU/Ucrania
- Derechos ahora! Premio especial (solo en 2021)